# Адамівська сільська рада (Білгород-Дністровський район)
Ада́мівська сільська́ ра́да — колишня адміністративно-територіальна одиниця та орган місцевого самоврядування в Білгород-Дністровському районі Одеської області. Адміністративний центр — село Адамівка.

## Загальні відомості
Адамівська сільська рада утворена в 1965 році.
- Територія ради: 403,552 км²
- Населення ради: 908 осіб (станом на 2001 рік)

## Населені пункти
Сільській раді були підпорядковані населені пункти:
- с. Адамівка
- с. Авидівка
- с. Благодатне

## Населення
Згідно з переписом 1989 року населення сільської ради становило 1410 осіб, з яких 650 чоловіків та 760 жінок.
За переписом населення 2001 року в сільській раді мешкали 904 особи.

### Мова
Розподіл населення за рідною мовою за даними перепису 2001 року:
| Мова       | Відсоток |
| ---------- | -------- |
| українська | 92,62 %  |
| російська  | 4,63 %   |
| молдовська | 1,54 %   |
| болгарська | 0,77 %   |

## Склад ради
Рада складалася з 16 депутатів та голови.
- Голова ради:

### Керівний склад попередніх скликань
| Прізвище, ім'я, по батькові | Основні відомості                                                                     | Дата обрання | Дата звільнення |
| --------------------------- | ------------------------------------------------------------------------------------- | ------------ | --------------- |
| Бурлай Марія Анастасівна    | Сільський голова, 1950 року народження, позапартійна                                  | 26.03.2006   | 01.02.2008      |
| Старченко Надія Василівна   | Сільський голова, 1964 року народження, член Всеукраїнського об'єднання «Батьківщина» | 30.11.2008   | 31.10.2010      |

Примітка: таблиця складена за даними сайту Верховної Ради України

### Депутати
За результатами місцевих виборів 2010 року депутатами ради стали:

#### За суб'єктами висування
| Суб'єкт висування | Кількість обраних депутатів | %  |
| ----------------- | --------------------------- | -- |
| Партія регіонів   | 12                          | 75 |
| Самовисування     | 4                           | 25 |

#### За округами
| № округу        | Прізвище, ім'я, по батькові        | Дата визнання обраним | Освіта             | Партійна приналежність | Відомості про обраного депутата                                              |
| --------------- | ---------------------------------- | --------------------- | ------------------ | ---------------------- | ---------------------------------------------------------------------------- |
| Партія регіонів |                                    |                       |                    |                        |                                                                              |
| 2               | Панченко Яна Віталіївна            | 01.11.2010            | вища               | член Партії регіонів   | сільськогосподарський виробничий кооператив ім. Шевченка, головний бухгалтер |
| 3               | Ніколайчук Юрій Олексійович        | 01.11.2010            | середня спеціальна | член Партії регіонів   | приватний підприємець                                                        |
| 4               | Гречко Марія Іванівна              | 01.11.2010            | середня спеціальна | член Партії регіонів   | приватне підприємство, товаровиробник                                        |
| 5               | Жуковська Людмила Валеріївна       | 01.11.2010            | середня спеціальна | член Партії регіонів   | Адамівська сільська рада, касир                                              |
| 6               | Корошан Галина Степанівна          | 01.11.2010            | середня спеціальна | член Партії регіонів   | пенсіонер                                                                    |
| 7               | Гербей Віктор Федорович            | 01.11.2010            | середня спеціальна | член Партії регіонів   | СК «Едем», бригадир                                                          |
| 9               | Циганенко Оксана Віталіївна        | 01.11.2010            | середня спеціальна | член Партії регіонів   | сільськогосподарський виробничий кооператив ім. Шевченка, рільник            |
| 10              | Чудак Галина Олександрівна         | 01.11.2010            | середня спеціальна | член Партії регіонів   | сільськогосподарський виробничий кооператив ім. Шевченка, рільник            |
| 11              | Козаченко Людмила Петрівна         | 01.11.2010            | середня спеціальна | член Партії регіонів   | фельдшерсько-акушерський пункт с. Авидівка, санітарка                        |
| 12              | Кравченко Валентина Федорівна      | 01.11.2010            | середня спеціальна | член Партії регіонів   | СК «Едем», кухар                                                             |
| 13              | Мідзяновський Олександр Михайлович | 01.11.2010            | середня спеціальна | член Партії регіонів   | СК «Едем», тракторист                                                        |
| 14              | Солов'єнко Вадим Павлович          | 01.11.2010            | середня спеціальна | член Партії регіонів   | ТОВ «Адамівка», водій                                                        |
| Самовисування   |                                    |                       |                    |                        |                                                                              |
| 1               | Коноваленко Анатолій Миколайович   | 01.11.2010            | вища               | член Єдиного Центру    | сільськогосподарський виробничий кооператив ім. Шевченка, завідувач МТФ      |
| 8               | Ткаченко Ірина Сергіївна           | 01.11.2010            | середня спеціальна | позапартійна           | Адамівська сільська рада, секретар                                           |
| 15              | Старченко Андрій Васильович        | 01.11.2010            | вища               | позапартійний          | тимчасово не працює                                                          |
| 16              | Паладій Людмила Іванівна           | 01.11.2010            | середня            | позапартійна           | тимчасово не працює                                                          |